# Оля Тира
Оля Тира (рум. Olia Tira), настоящее имя Ольга Цыра (рум. Olga Ţîra) — певица, телеведущая из Молдовы. Вместе с группой SunStroke Project представила Молдову на конкурсе Евровидение 2010, который прошёл в Норвегии, заняв 22-е место в финале.
Исполняемая певицей песня «Run Away» победила в национальном отборе, финал которого прошёл 6 марта 2010 года в Молдове. В 2007 году певица также участвовала в национальном отборе на конкурс Евровидение 2007 и заняла тогда третье место, набрав 70 баллов, уступив группе «Zdob şi Zdub» (76 баллов) и Наталье Барбу (94 балла). В 2008 году певица заняла второе место, набрав одинаковое количество баллов с Джетой Бурлаку. Заслуженная артистка Молдавии (рум. Artist Emerit, 2020).

## Биография
Оля Тира родилась 1 августа 1988 года Потсдаме, ГДР (ныне Германия) в семье военного. Позже её семья переехала на Дальний Восток. Затем они обосновались в молдавском городе Кагул. Тут же в 2003 году она окончила среднюю школу № 3, ныне лицей Дмитрия Кантемира, и поступила в музыкальный колледж. Первые попытки громко заявить о себе Оля предприняла ещё в тринадцатилетнем возрасте, на международном фестивале молодых исполнителей в Кагуле «Лица друзей», где заняла второе место, исполнив песню из репертуара Натальи Барбу. После этого конкурса Оля начала сотрудничество с музыкальным продюсером Сергеем Орловым, с которым работает до сих пор. Переехав в Кишинёв, Оля поступила в Академию искусств, и теперь активно занимается творческой деятельностью.
Оля участвовала во множестве международных конкурсов, выпустила дебютный альбом «Your place or mine?», была телеведущей в программе «Утро на СТС», публиковалась на обложках глянцевых журналов.
С 2005 года Тира без перерыва участвует в отборочных турах на Евровидение и в 2010 году, после 4 неудачных попыток выиграла «путёвку» в Осло, получив шанс представлять Молдову на этом музыкальном конкурсе. Вместе с Олей Молдову на Евровидении представила также группа SunStroke Project. С певицей Олей Тирой ребята познакомились на одном из новогодних корпоративов, и после Нового года была создана совместная композиция «Run Away».

## Дискография
- Your place or mine (2007)